# Вест-Конкорд (Массачусетс)
Вест-Конкорд (англ. West Concord) — переписна місцевість (CDP) в США, в окрузі Міддлсекс штату Массачусетс. Населення — 6320 осіб (2020).

## Географія
Вест-Конкорд розташований за координатами 42°27′7″ пн. ш. 71°24′11″ зх. д. / 42.45194° пн. ш. 71.40306° зх. д. (42.451857, -71.403179).  За даними Бюро перепису населення США в 2010 році переписна місцевість мала площу 9,29 км², з яких 8,73 км² — суходіл та 0,56 км² — водойми.

## Демографія
Згідно з переписом 2010 року, у переписній місцевості мешкало 6028 осіб у 2125 домогосподарствах у складі 1333 родин. Густота населення становила 649 осіб/км².  Було 2240 помешкань (241/км²).
Расовий склад населення:
| - 84,5 % — білих - 8,0 % — чорних або афроамериканців - 4,3 % — азіатів - 1,7 % — осіб інших рас |

До двох чи більше рас належало 1,4 %. Частка іспаномовних становила 6,1 % від усіх жителів.
За віковим діапазоном населення розподілялося таким чином: 19,0 % — особи молодші 18 років, 63,4 % — особи у віці 18—64 років, 17,6 % — особи у віці 65 років та старші. Медіана віку мешканця становила 44,0 року. На 100 осіб жіночої статі у переписній місцевості припадало 127,7 чоловіків;  на 100 жінок у віці від 18 років та старших — 133,9 чоловіків також старших 18 років.
Середній дохід на одне домашнє господарство  становив 134 728 доларів США (медіана — 115 174), а середній дохід на одну сім'ю — 162 824 долари (медіана — 143 098). Медіана доходів становила 107 429 доларів для чоловіків та 68 209 доларів для жінок. За межею бідності перебувало 7,4 % осіб, у тому числі 4,0 % дітей у віці до 18 років та 6,7 % осіб у віці 65 років та старших.
Цивільне працевлаштоване населення становило 2758 осіб. Основні галузі зайнятості: освіта, охорона здоров'я та соціальна допомога — 30,7 %, науковці, спеціалісти, менеджери — 23,2 %, фінанси, страхування та нерухомість — 8,0 %, роздрібна торгівля — 7,8 %.